# Con l'aiuto del cielo
Con l'aiuto del cielo (Prière d'enquêter) è una serie televisiva drammatica franco-belga composta da 6 puntate, trasmessa in Belgio su La Une dall'8 dicembre 2019, in Svizzera su RTS Un dal 3 gennaio 2020 e in Francia su France 3 dal 4 febbraio 2020 al 4 luglio 2023. È diretta da Laurence Katrian e Frédérique Delahaye, prodotta da Mother Production, France Télévisions, Versus Production e RTBF ed ha come protagonisti Sabrina Ouazani e Mathieu Spinosi.
In Italia la miniserie è andata in onda in prima serata su Canale 5 dal 22 novembre 2022 al 25 agosto 2023.

## Trama
Il capitano Elli Taleb, poliziotta dalla vita privata molto movimentata poiché alleva le sue tre sorelle e, soprattutto, poliziotta completamente atea ed ermetica ai fatti religiosi, si allea con Clément, un futuro sacerdote.

## Episodi
| Stagione       | Episodi | Prima TV      | Prima TV      | Prima TV  | Prima TV  |
| Stagione       | Episodi | Belgio        | Svizzera      | Francia   | Italia    |
| -------------- | ------- | ------------- | ------------- | --------- | --------- |
| Prima stagione | 6       | 2019-in corso | 2020-in corso | 2020-2023 | 2022-2023 |

## Personaggi e interpreti

### Personaggi principali
- Capitano Elli Taleb, interpretata da Sabrina Ouazani, doppiata da Rachele Paolelli.
- Clément, interpretato da Mathieu Spinosi, doppiato da Angelo Evangelista.
- Tenente Franck Gallois, interpretato da Jérôme Robart, doppiato da Andrea Oldani.
- Mathias, interpretato da Christian Rauth, doppiato da Paolo Maria Scalondro.
- Bérénice, interpretata da Myriam el Ghali-Lang, doppiata da Laura Marcucci.
- Maryam, interpretata da Siham Falhoune, doppiata da Giorgia Brunori.
- Noémie, interpretata da Kélia Millera, doppiata da Alice Porto.

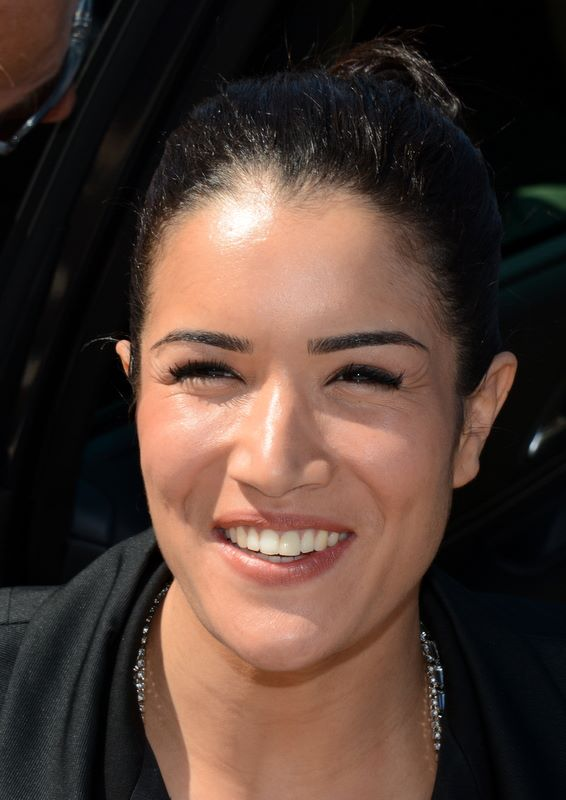
Sabrina Ouazani interpreta il Capitano Elli Taleb
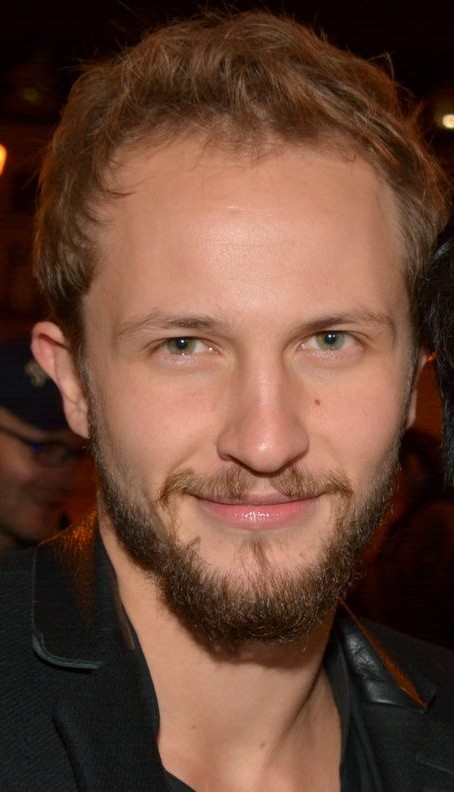
Mathieu Spinosi interpreta Clément
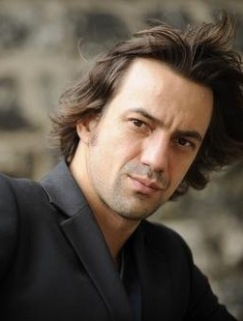
Jérôme Robart interpreta il Tenente Franck Gallois
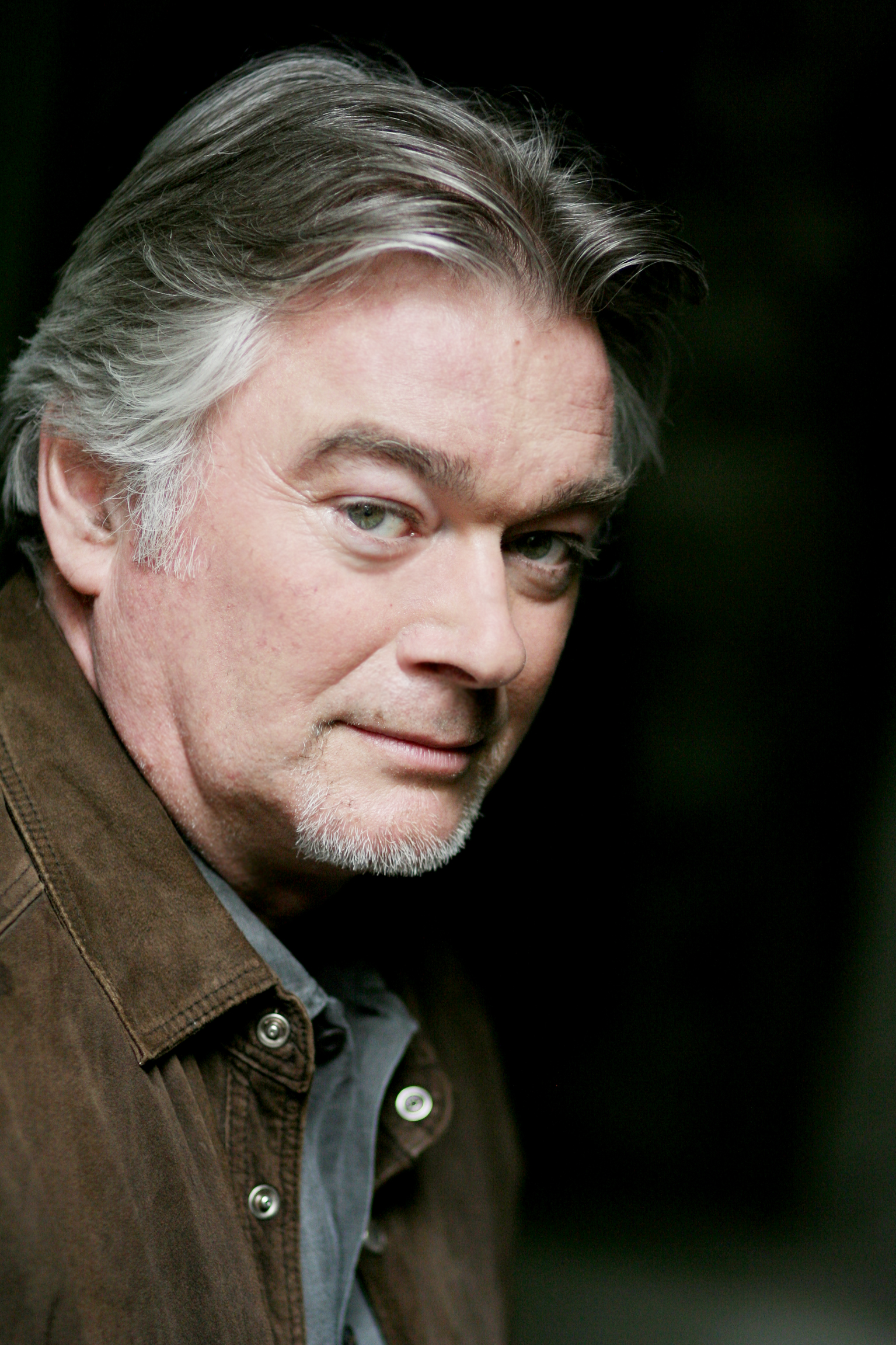
Christian Rauth interpreta Mathias

### Personaggi ricorrenti
- Pierre Maillard (puntata 1), interpretato da Guy Marchand, doppiato da Carlo Reali.
- L'abate Louis (puntata 1), interpretato da Stéphane Freiss.
- Éric Maillard (puntata 1), interpretato da Xavier de Guillebon, doppiato da Sergio Lucchetti.
- Hélène (puntata 1), interpretata da Christine Citti, doppiata da Tiziana Bagatella.
- Sacerdote 1 (puntata 1), interpretato da Henri Cohen.
- Vincent (puntata 2), interpretato da Nicolas Briançon, doppiato da Giovanni Caravaglio.
- Juliette (puntata 2), interpretata da Marie Dompnier, doppiata da Vanina Marini.
- Anne (puntata 2), interpretata da Delphine Rollin.
- Alex (puntata 2), interpretato da David Baiot, doppiato da Simone Crisari.
- Nathalie Josserand (puntata 3), interpretata da Céline Deest, doppiata da Raffaella Castelli.
- Stéphane Rocques (puntata 3), interpretato da Jean-Pierre Lorit, doppiato da Manfredi Aliquò.
- David Saunier (puntata 3), interpretato da Antoine Hamel.
- Emilie Pinson (puntata 3), interpretata da Ludmila Mikael, doppiata da Valeria Perilli.
- Eric Massol (puntata 4), interpretato da Didier Chaix.
- Jean-Jacques Caubrière (puntata 4), interpretato da Vincent Leendhardt.
- Violaine (puntata 4), interpretata da Karine Monneau, doppiata da Valeria Perilli.
- Jeanne Perrole (puntata 4), interpretata da Marie Bunel.
- Bernard Albertini (puntata 4), interpretato da Patrick Rocca, doppiato da Dario Oppido.
- Amélie Laccore (puntata 4), interpretata da Joséphine Draï.
- Louise (puntate 4-6), interpretata da Vanessa Liautey.
- Carla Pilato (puntate 4-5), interpretata da Emma Garret.
- Antoine (puntate 5-6), interpretato da Roby Schinasi.
- Gabrielle Herbier (puntata 5), interpretata da Sophie de Fürst.
- Nina Herbier (puntata 5), interpretata da Lilly-Fleur Pointeaux.
- Luc Guichard (puntata 5), interpretato da Jérémie Covillault.
- Gianni Pilato (puntate 5-6), interpretato da Alberto Gimignani.
- Florence Pilato (puntate 5-6), interpretata da Dorothée Caby.
- Carla Pilato (puntate 5-6), interpretata da Emma Garret.
- Victor Meissonnier (puntata 6), interpretato da François Caron.
- Laurent Meissonnier (puntata 6), interpretato da Rémi Pedevilla.
- Baptiste (puntata 6), interpretato da Tanguy Onakoy.
- Tara (puntata 6), interpretata da Camille Thibaud.
- Iris Meyer (puntata 6), interpretata da Luna Lou.
- Nicolas Meyer (puntata 6), interpretato da Cedric Weber.

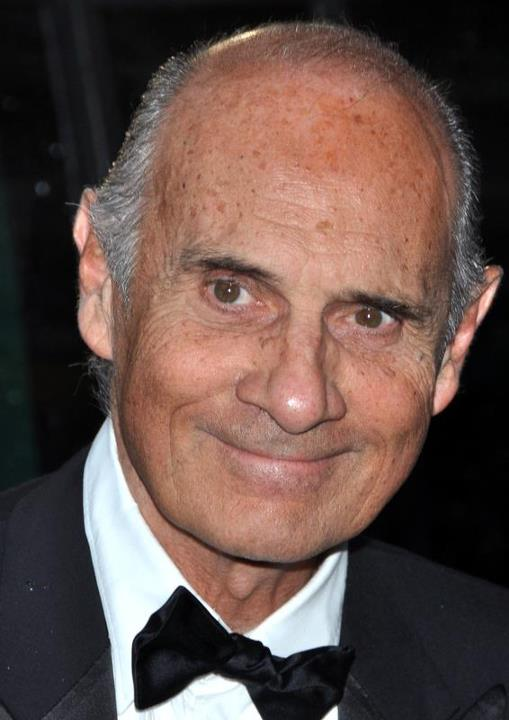
Guy Marchand interpreta Pierre Maillard
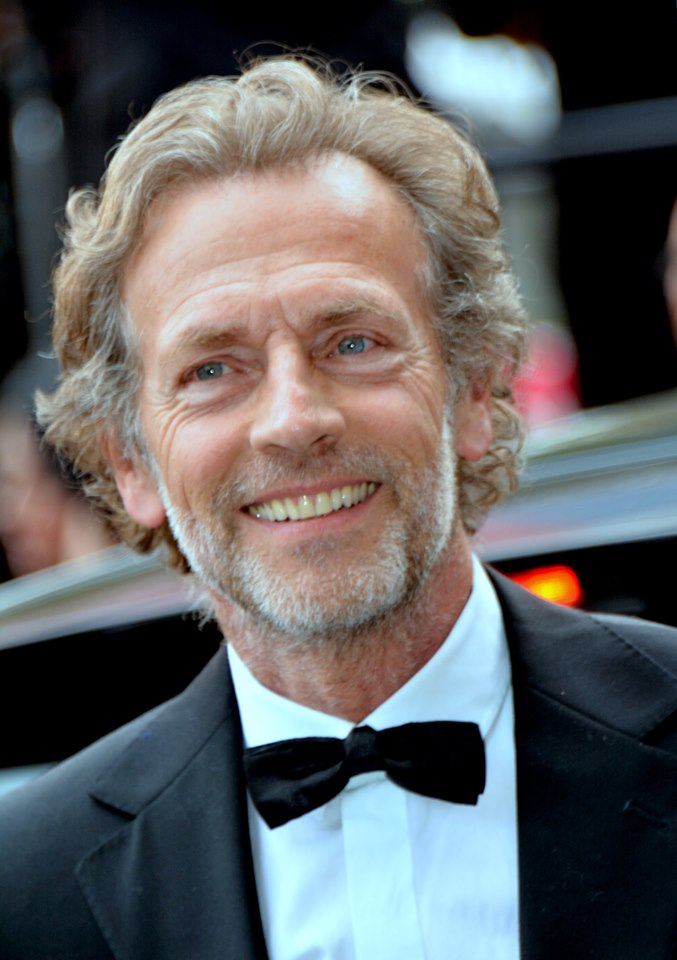
Stéphane Freiss interpreta l'abate Louis
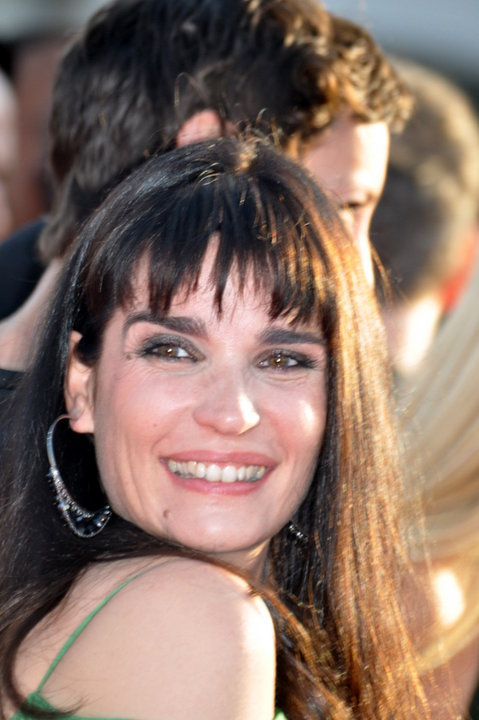
Christine Citti interpreta Hélène
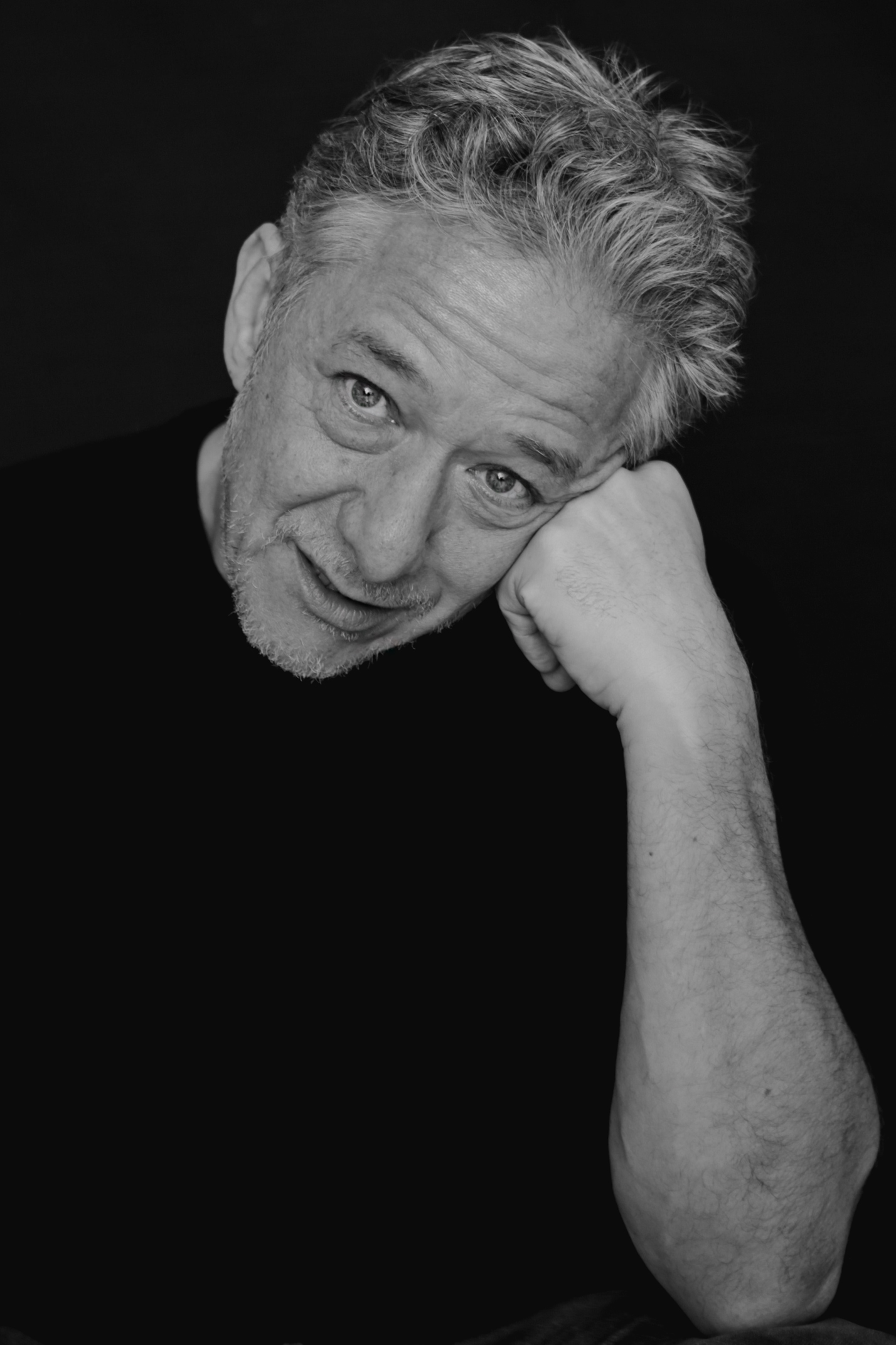
Nicolas Briançon interpreta Nicolas
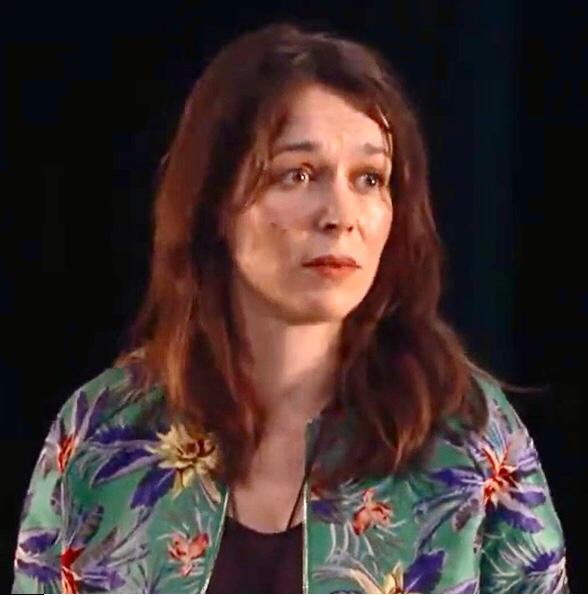
Marie Dompnier interpreta Juliette
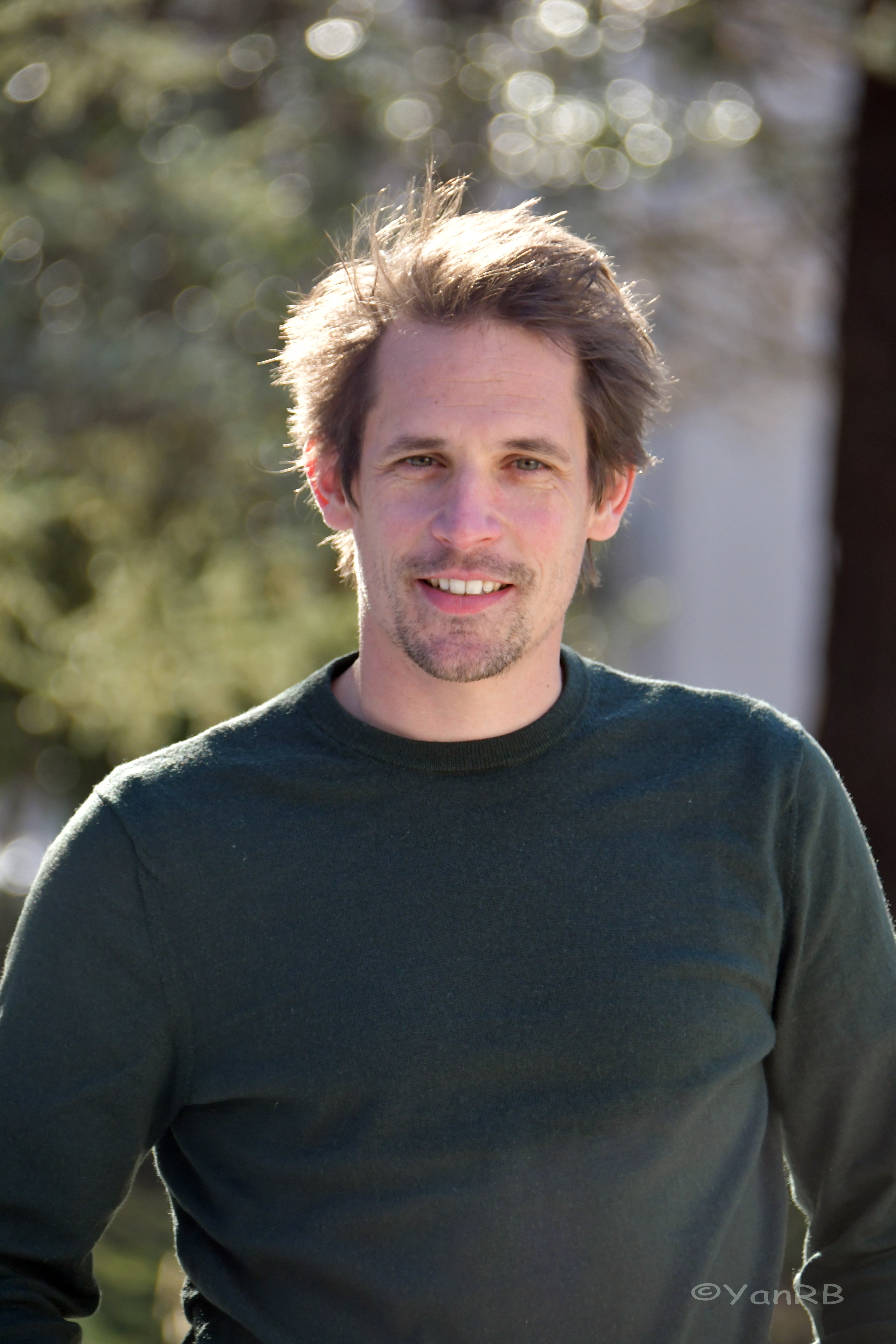
Antoine Hamel interpreta David Saunier
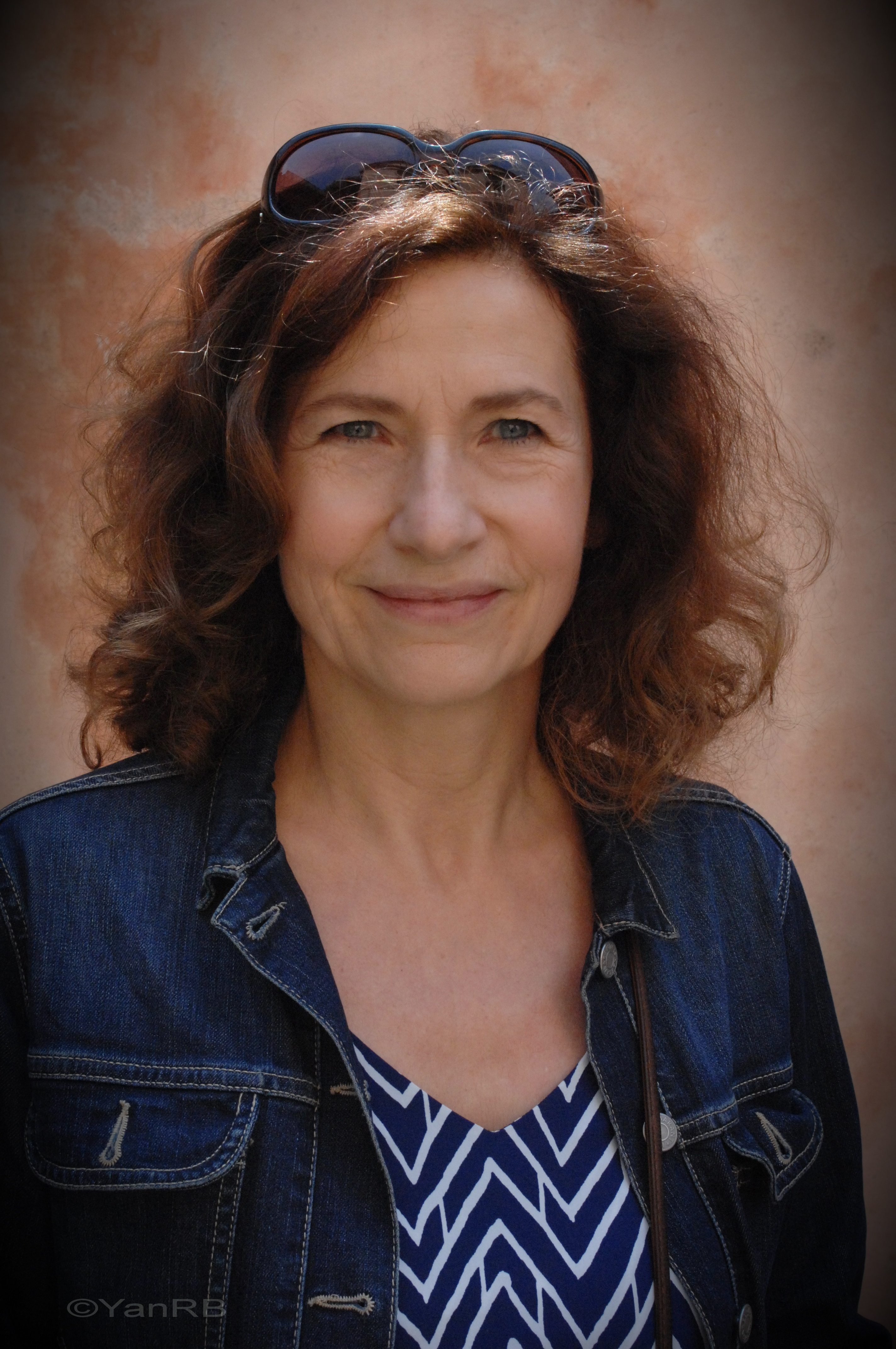
Marie Bunel interpreta Jeanne Perrole
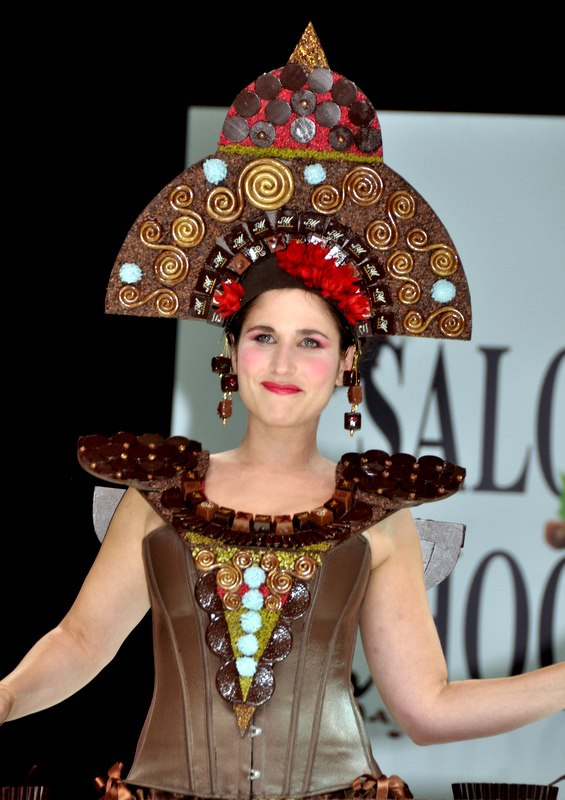
Joséphine Draï interpreta Amélie Laccore
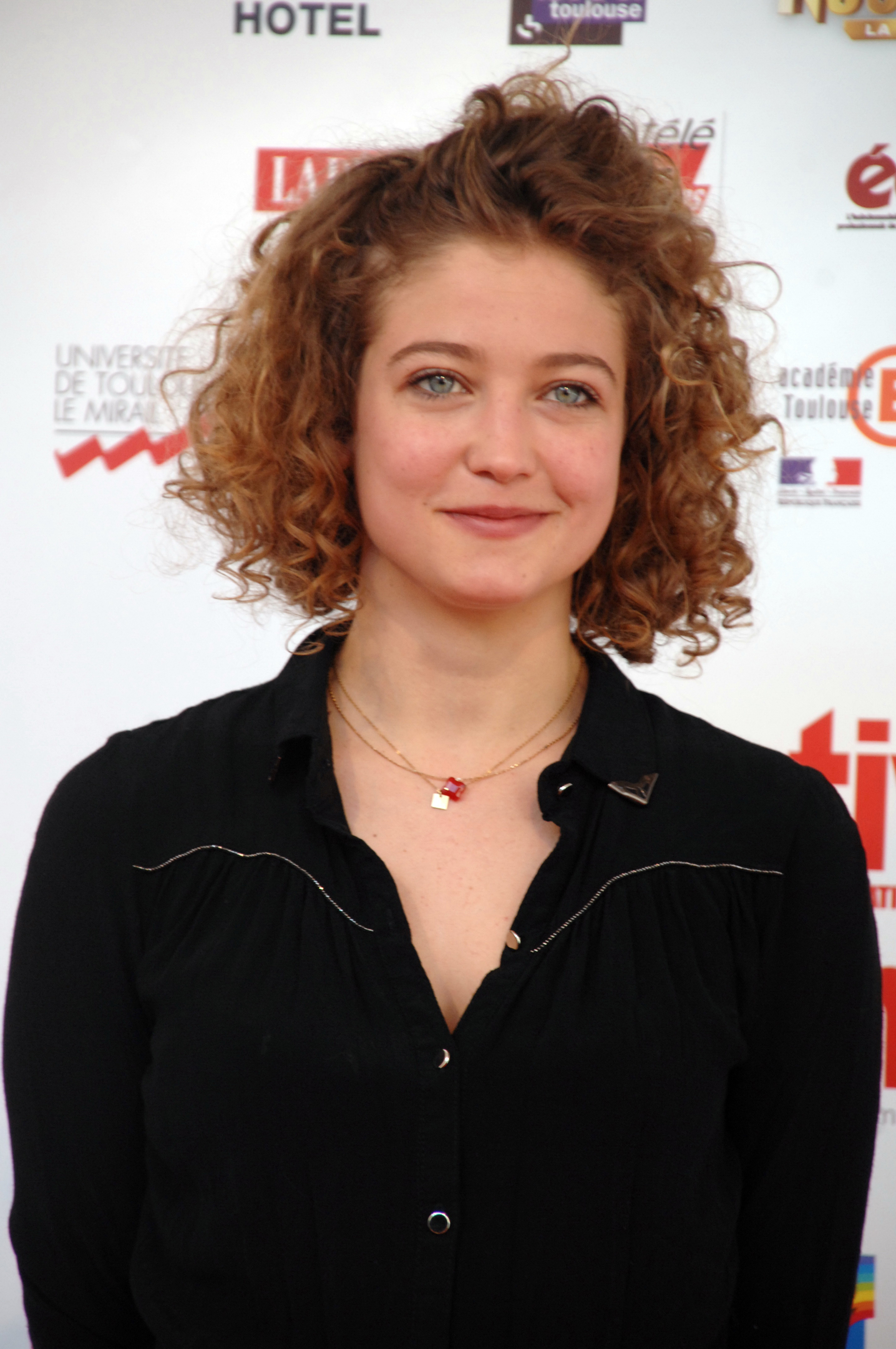
Sophie de Fürst interpreta Gabrielle Herbier
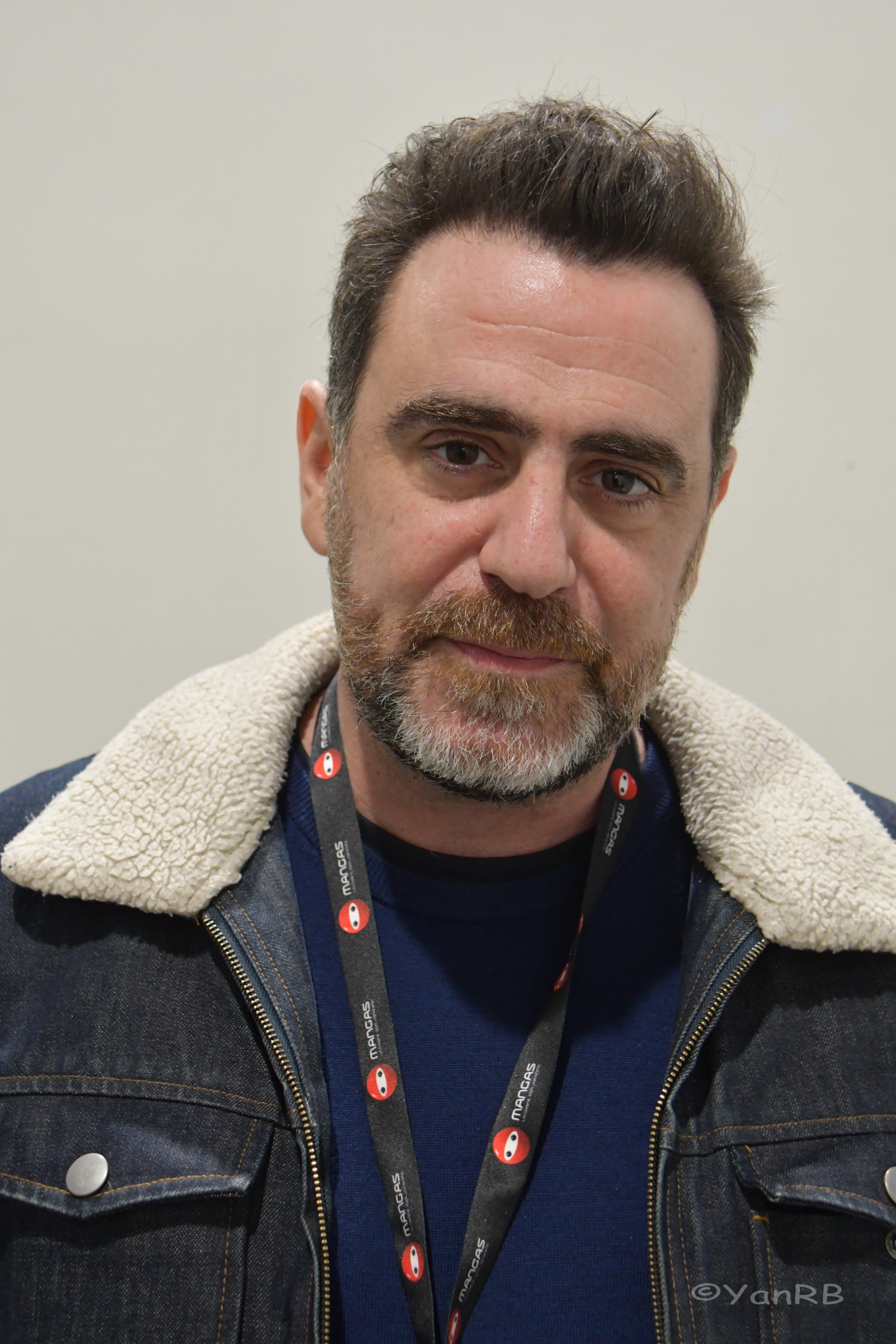
Jérémie Covillault interpreta Luc Guichard

## Distribuzione

### Belgio
In Belgio la miniserie composta da 6 puntate da 90 minuti ciascuna, va in onda su La Une dall'8 dicembre 2019.

### Svizzera
In Svizzera la miniserie composta da 6 puntate da 90 minuti ciascuna, va in onda su RTS Un dal 3 gennaio 2020.

### Francia
In Francia la miniserie composta da 6 puntate da 90 minuti ciascuna, è andata in onda su France 3 dal 4 febbraio 2020 al 4 luglio 2023.

### Italia
In Italia la miniserie anch'essa composta da 6 puntate da 90 minuti ciascuna, è andata in onda in prima serata su Canale 5 dal 22 novembre 2022 al 25 agosto 2023.

## Produzione

### Sviluppo
La miniserie è una produzione di Mother Production, France Télévisions, Versus Production e RTBF con il sostegno della regione dell'Occitania. Dopo il successo della prima puntata, France 3 ha dato il proprio consenso affinché la miniserie diventasse una raccolta fino a 6 puntate totali.

### Riprese
Le riprese della prima puntata della miniserie si sono svolte dal 3 al 29 giugno 2019 a Montpellier e nella sua regione (nell'Occitania), in particolare all'Abbazia di Santa Maria di Valmagne e al Prieuré Saint-Michel de Grandmont. La seconda puntata è stata girata nei mesi di agosto e settembre 2020 nella regione dell'Occitania, in particolare Montpellier, Brissac, Roquedur, Saint-Julien-de-la-Nef, Sauve e Villeveyrac. La terza e la quarta puntata sono state girate dal 7 giugno e 29 luglio 2021 nella regione dell'Occitania, nell'Hérault, a Saint-Guilhem-le-Désert, nell'Abbazia di Valmagne, a Mèze, a Balaruc-les-Bains, a Puéchabon, a Montpellier e a Villeveyrac. La quinta e la sesta puntata sono state girate dal 1º giugno al 29 luglio 2022.
Luoghi delle riprese

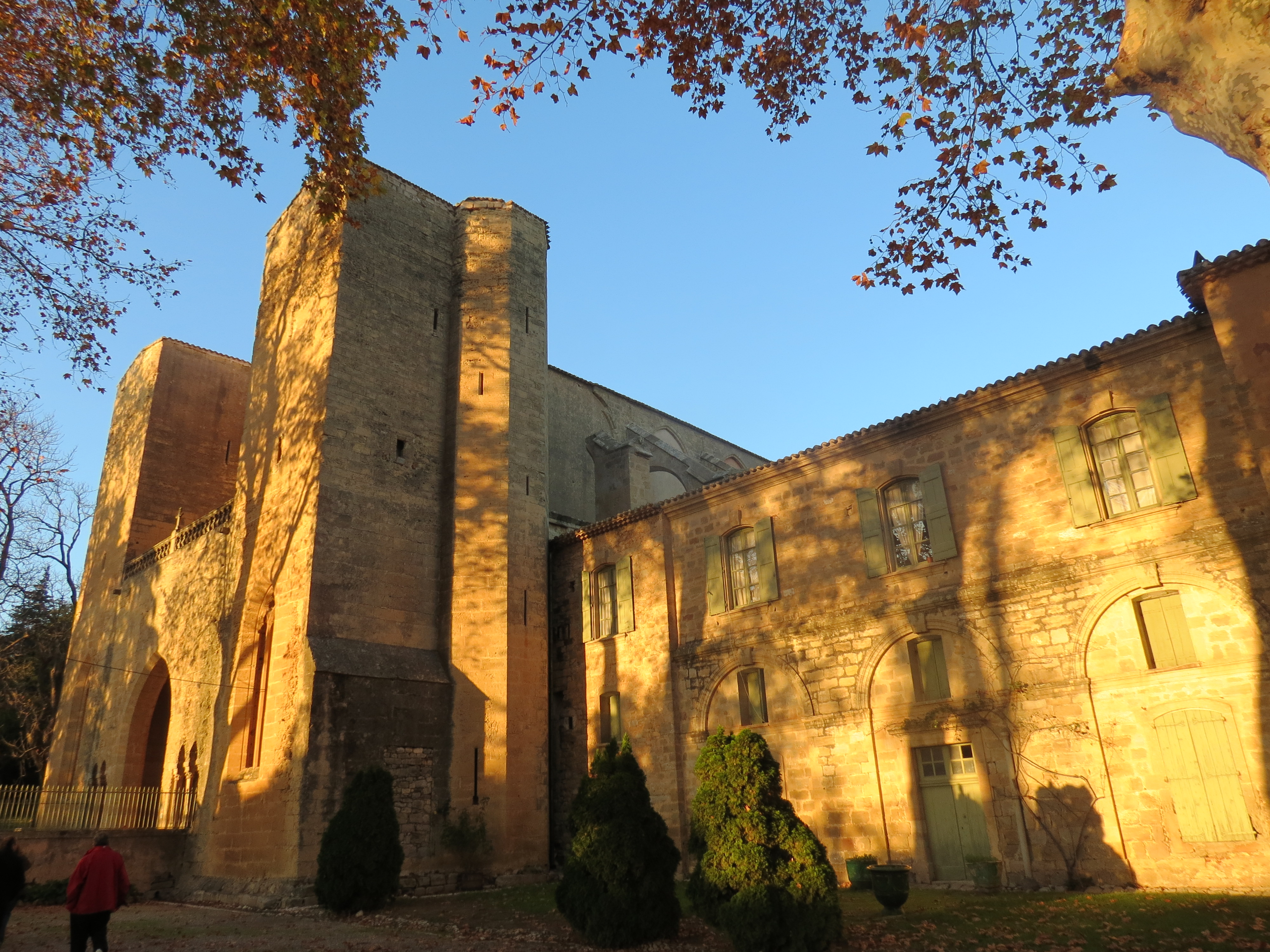
Abbazia di Santa Maria di Valmagne
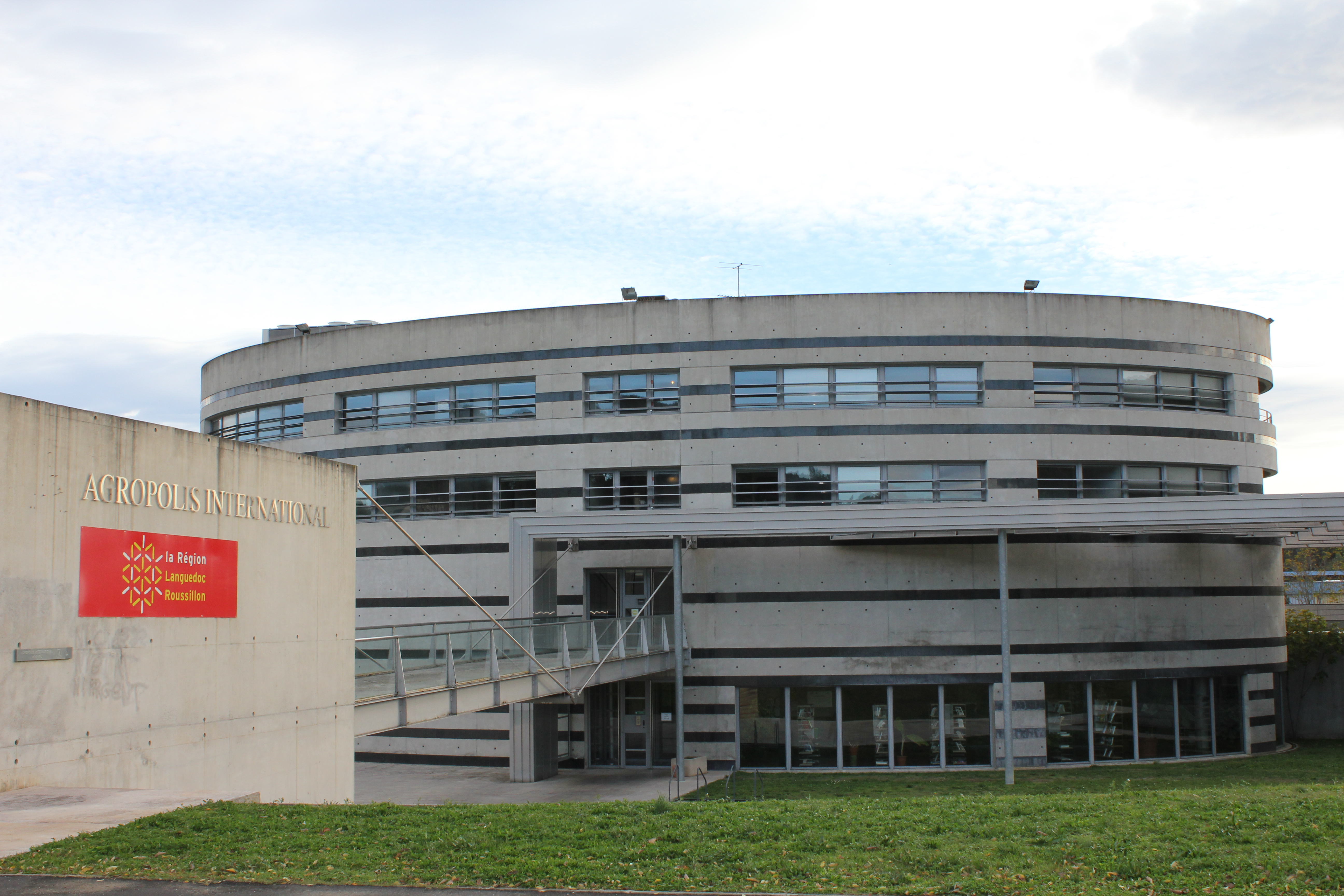
Stazione di polizia
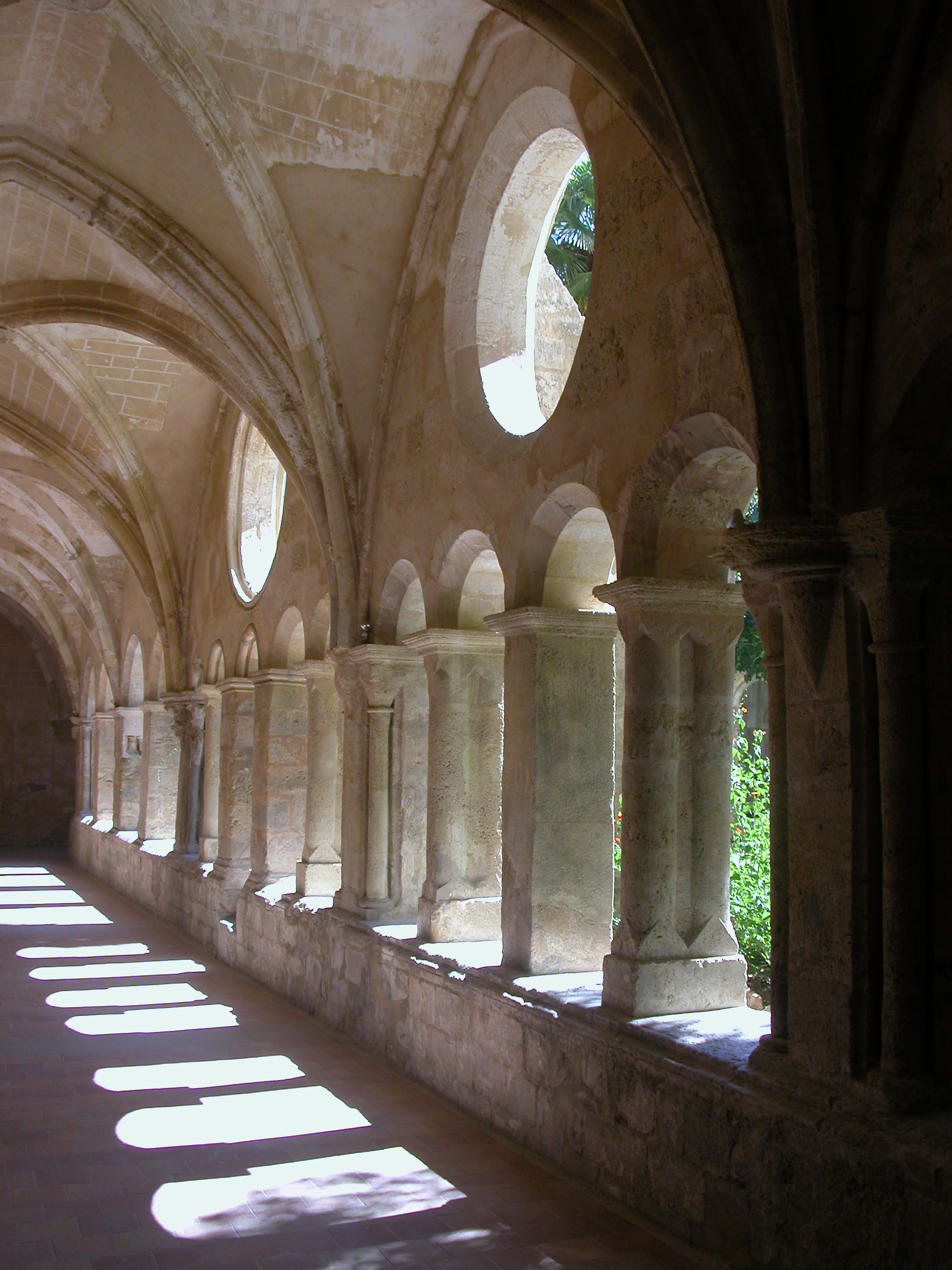
Chiostro dell'Abbazia di Valmagne
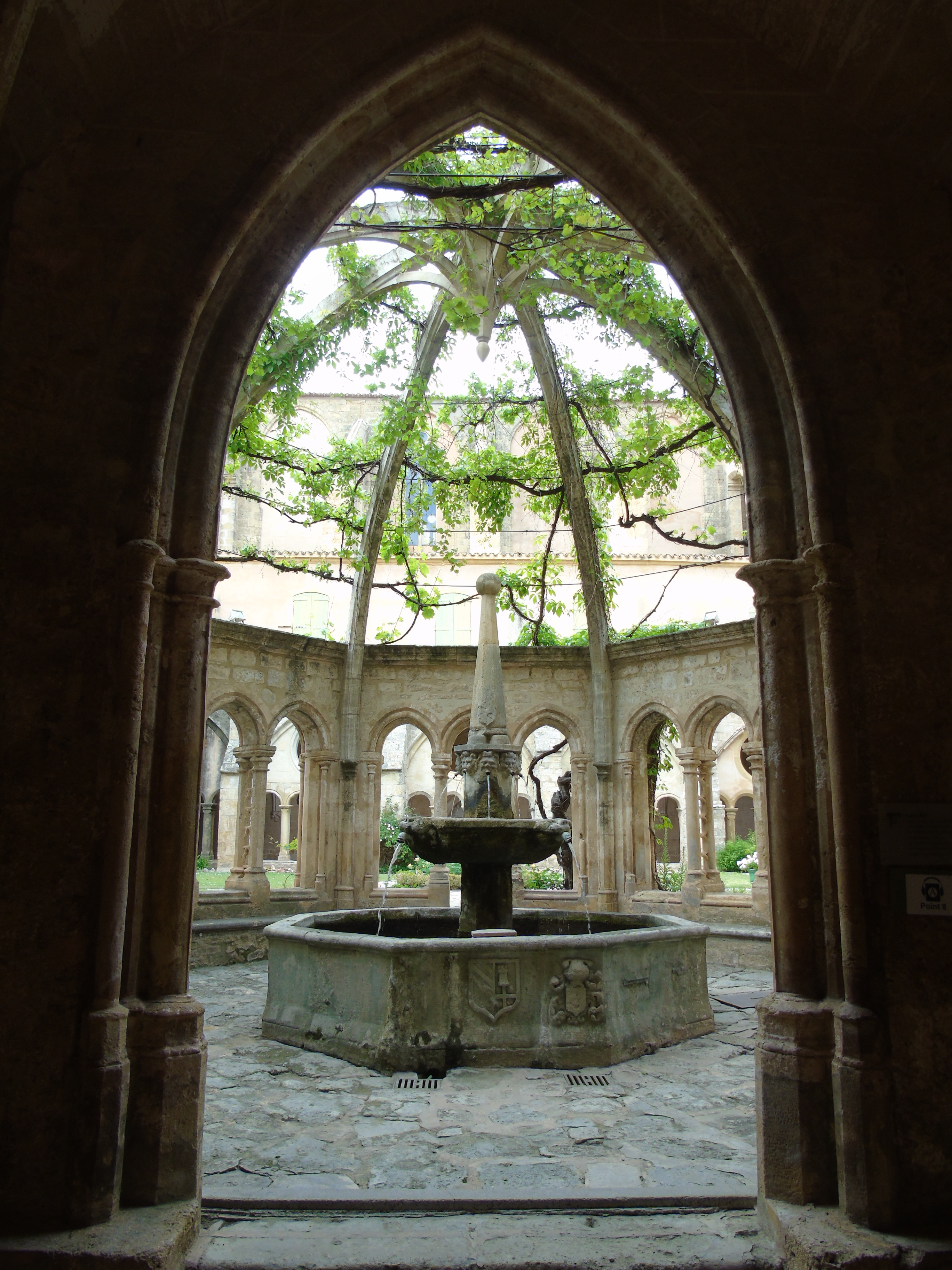
Fontana dell'Abbazia di Valmagne
- Riprese aeree con droni

## Accoglienza

### Critica
Moustique ritiene che nonostante i fili logori, Prière d'Enquête è un intrattenimento perfetto. Télé Loisirs parla di una trama efficace che affronta tanti temi di attualità nonostante qualche calo di velocità. La rivista francese saluta attori impeccabili tra cui Sabrina Ouazani. Télépro si è complimentato anche con gli attori: Due attori di appena 31 e 29 anni, che confermano tutto il bene che pensiamo di loro.

## Riconoscimenti
Cognac Polar Festival
- 2020: Candidatura come Miglior miniserie televisiva singola[20]